# Cuneo Volley Ball Club 1989-1990
Questa voce raccoglie le informazioni riguardanti il Cuneo Volley Ball Club nelle competizioni ufficiali della stagione 1989-1990.

## Stagione
La stagione 1989-90 è per il Cuneo, sponsorizzato dall'Alpitour, quella del debutto in Serie A1: confermato l'allenatore Gabriele Melato, nella rosa vengono inseriti il nazionale francese Philippe Blain, Giancarlo Dametto, già campione d'Italia e d'Europa con il CUS Torino, e Luca Mantoan in arrivo dal Mantova.
Il girone di andata del campionato vede la squadra cuneese debuttare nella massima serie con una vittoria per 3-2 contro il sestetto mantovano, successo a cui fanno seguito quattro vittorie, di cui solo una in trasferta, e otto sconfitte, che valgono il decimo posto in classifica alla pari con altre due formazioni; nel girone di ritorno sette vittorie e sei sconfitte permettono al club piemontese di scalare una posizione, raggiungendo il nono posto e rimanendo esclusa dai play-off scudetto per un quoziente set sfavorevole nei confronti di Gabeca e Porto Ravenna.
La seconda partecipazione alla Coppa Italia, dopo l'eliminazione di Falconara negli ottavi di finale, fa registrare l'eliminazione ai quarti di finale ad opera della Gabeca che ha la meglio nel doppio confronto, grazie al successo per 3-0 nella gara di andata a Montichiari e alla sconfitta per 1-3 nel ritorno giocato a Cuneo.

## Organigramma societario
Area direttiva
- Presidente: Ezio Barroero
- Vicepresidente: Valter Lannutti
- Vicepresidente: Roberto Mandruzzato
- Segreteria generale: Fulvia Cacciò

Area organizzativa
- Direttore sportivo: Enzo Prandi
- Responsabile marketing: Giuseppe Cormio
- Responsabile marketing: Marco Pistolesi

Area comunicazione
- Addetto stampa: Giuditta Giraudo
- Addetto stampa: Sergio Robresco
- Relazioni esterne: Bruno Lubatti

Area tecnica
- 1º allenatore: Gabriele Melato
- 2º allenatore: Marco Botto
- Preparatore atletico: Ezio Bramard
- Responsabile settore giovanile: Gino Primasso

Area sanitaria
- Medico: Stefano Carando
- Medico: Emilio Lucidi
- Fisioterapista: Umberto Cuminotto
- Massaggiatore: Gabriele Giorgis

## Rosa
| N. | Giocatore            | Ruolo | Data di nascita  | Nazionalità sportiva |
| -- | -------------------- | ----- | ---------------- | -------------------- |
| 1  | Philippe Blain       | S     | 20 maggio 1960   | Francia              |
| 2  | Francesco Ferrua     | C     | 8 settembre 1965 | Italia               |
| 3  | Giancarlo Dametto    | C     | 6 gennaio 1959   | Italia               |
| 4  | Giampiero Valsania   | C     | 8 febbraio 1966  | Italia               |
| 5  | Jan Hedengaard       | P     | 27 maggio 1963   | Svezia               |
| 6  | Riccardo Gallia      | S     | 29 aprile 1969   | Italia               |
| 7  | Gianluca Fissolo     | S     | ?                | Italia               |
| 8  | Maurizio Carletti    | U     | 9 gennaio 1969   | Italia               |
| 9  | Roberto Ariagno      | P     | 29 gennaio 1963  | Italia               |
| 10 | Giorgio Salomone     | S     | 19 febbraio 1960 | Italia               |
| 11 | Alessandro Torrielli | S     | 5 luglio 1973    | Italia               |
| 12 | Luca Mantoan         | S     | 3 febbraio 1966  | Italia               |
| 14 | Dario Da Roit        | S     | 10 giugno 1967   | Italia               |

## Mercato
| Acquisti | Acquisti          | Acquisti    | Acquisti   |
| R.       | Nome              | da          | Modalità   |
| -------- | ----------------- | ----------- | ---------- |
| S        | Philippe Blain    | Montpellier | Definitivo |
| C        | Giancarlo Dametto | Petrarca    | Definitivo |
| S        | Luca Mantoan      | Mantova     | Definitivo |

| Cessioni | Cessioni       | Cessioni  | Cessioni   |
| R.       | Nome           | a         | Modalità   |
| -------- | -------------- | --------- | ---------- |
| C        | Massimo Bedino | Prato     | Definitivo |
| C        | Carlo Gaddo    | Agrigento | Definitivo |
| S        | Andrea Scarini | Agrigento | Definitivo |

## Risultati

### Serie A1

#### Girone d'andata
| 1ª giornata - 15 ottobre 1989 Palatenda, Cuneo                  | Cuneo              | 3 - 2 | Mantova         | 15-13, 9-15, 15-6, 3-15, 15-11 |
| 2ª giornata - 22 ottobre 1989 PalaCredito di Romagna, Forlì     | Porto Ravenna      | 3 - 1 | Cuneo           | 11-15, 15-12, 15-7, 15-7       |
| 3ª giornata - 29 ottobre 1989 Palatenda, Cuneo                  | Cuneo              | 3 - 1 | Zinella Bologna | 15-12, 15-7, 13-15, 15-2       |
| 4ª giornata - 1º novembre 1989 PalaBadiali, Falconara Marittima | Falconara          | 3 - 0 | Cuneo           | 15-8, 15-11, 15-6              |
| 5ª giornata - 7 novembre 1989 Palatenda, Cuneo                  | Cuneo              | 1 - 3 | Parma           | 15-11, 12-15, 8-15, 10-15      |
| 9ª giornata - 5 dicembre 1989 Palatenda, Cuneo                  | Cuneo              | 3 - 1 | Gonzaga Milano  | 8-15, 15-10, 15-12, 15-6       |
| 10ª giornata - 14 dicembre 1989 Palatenda, Cuneo                | Cuneo              | 3 - 1 | Marconi         | 6-15, 15-10, 15-7, 15-10       |
| 11ª giornata - 17 dicembre 1989 PalaPanini, Modena              | Panini             | 3 - 0 | Cuneo           | 15-13, 15-8, 15-5              |
| 6ª giornata - 21 dicembre 1989 PalaZauli, Battipaglia           | Volley Battipaglia | 0 - 3 | Cuneo           | 13-15, 9-15, 15-17             |
| 13ª giornata - 23 dicembre 1989 Palatenda, Cuneo                | Cuneo              | 0 - 3 | Gabeca          | 10-15, 13-15, 6-15             |
| 7ª giornata - 30 dicembre 1989 Palatenda, Cuneo                 | Cuneo              | 0 - 3 | Treviso         | 3-15, 13-15, 8-15              |
| 12ª giornata - 4 gennaio 1990 PalaCatania, Catania              | Catania            | 3 - 0 | Cuneo           | 15-10, 15-13, 15-12            |
| 13ª giornata - 7 gennaio 1990 PalaFabris, Padova                | Petrarca           | 3 - 1 | Cuneo           | 15-6, 15-9, 9-15, 15-7         |

#### Girone di ritorno
| 1ª giornata - 14 gennaio 1990 Palasport di Virgilio, Virgilio | Mantova         | 3 - 0 | Cuneo              | 15-7, 15-10, 15-10              |
| 2ª giornata - 21 gennaio 1990 Palatenda, Cuneo                | Cuneo           | 3 - 0 | Porto Ravenna      | 15-7, 15-3, 15-11               |
| 3ª giornata - 27 gennaio 1990 PalaDozza, Bologna              | Zinella Bologna | 3 - 2 | Cuneo              | 6-15, 5-15, 15-4, 15-13, 15-12  |
| 4ª giornata - 1º febbraio 1990 Palatenda, Cuneo               | Cuneo           | 3 - 0 | Falconara          | 15-7, 15-4, 15-11               |
| 5ª giornata - 4 febbraio 1990 PalaRaschi, Parma               | Parma           | 3 - 0 | Cuneo              | 15-2, 15-10, 15-7               |
| 6ª giornata - 11 febbraio 1990 Palatenda, Cuneo               | Cuneo           | 3 - 0 | Volley Battipaglia | 15-2, 15-9, 15-4                |
| 7ª giornata - 18 febbraio 1990 PalaVerde, Villorba            | Treviso         | 3 - 1 | Cuneo              | 10-15, 15-12, 15-6, 15-6        |
| 8ª giornata - 25 febbraio 1990 Palatenda, Cuneo               | Cuneo           | 3 - 0 | Catania            | 15-8, 15-13, 15-1               |
| 9ª giornata - 4 marzo 1990 PalaLido, Milano                   | Gonzaga Milano  | 0 - 3 | Cuneo              | 6-15, 5-15, 13-15               |
| 10ª giornata - 11 marzo 1990 PalaRota, Spoleto                | Marconi         | 2 - 3 | Cuneo              | 15-7, 8-15, 15-12, 15-17, 13-15 |
| 11ª giornata - 18 marzo 1990 Palatenda, Cuneo                 | Cuneo           | 1 - 3 | Panini             | 15-7, 11-15, 3-15, 11-15        |
| 12ª giornata - 25 marzo 1990 PalaGeorge, Montichiari          | Gabeca          | 3 - 0 | Cuneo              | 17-15, 15-7, 15-11              |
| 13ª giornata - 1º aprile 1990 Palatenda, Cuneo                | Cuneo           | 3 - 1 | Petrarca           | 15-7, 15-10, 11-15, 15-11       |

### Coppa Italia

#### Fase a eliminazione diretta
| Quarti di finale (andata) - 1º marzo 1990 PalaGeorge, Montichiari | Gabeca | 3 - 0 | Cuneo  | 15-6, 15-7, 15-11         |
| Quarti di finale (ritorno) - 13 marzo 1990 Palatenda, Cuneo       | Cuneo  | 3 - 1 | Gabeca | 15-5, 15-17, 15-10, 15-13 |

## Statistiche

### Statistiche di squadra
| Competizione | Punti | In casa | In casa | In casa | In trasferta | In trasferta | In trasferta | Totale | Totale | Totale |
| Competizione | Punti | G       | V       | P       | G            | V            | P            | G      | V      | P      |
| ------------ | ----- | ------- | ------- | ------- | ------------ | ------------ | ------------ | ------ | ------ | ------ |
| Serie A1     | 24    | 13      | 9       | 4       | 13           | 3            | 10           | 26     | 12     | 14     |
| Coppa Italia | -     | 1       | 1       | 0       | 1            | 0            | 1            | 2      | 1      | 1      |

G = partite giocate; V = partite vinte; P = partite perse

### Statistiche dei giocatori
| R. F. Ariagno | 7  | 3   | 2   | 1  | 0  | Statistiche assenti | 7  | 3   | 2   | 1  | 0  |
| P. Blain      | 25 | 466 | 378 | 50 | 25 | Statistiche assenti | 25 | 466 | 378 | 50 | 25 |
| M. Carletti   | 4  | 2   | 1   | 1  | 0  | Statistiche assenti | 4  | 2   | 1   | 1  | 0  |
| D. Da Roit    | 26 | 380 | 314 | 47 | 20 | Statistiche assenti | 26 | 380 | 314 | 47 | 20 |
| G. Dametto    | 26 | 291 | 187 | 89 | 15 | Statistiche assenti | 26 | 291 | 187 | 89 | 15 |
| F. Ferrua     | 19 | 71  | 58  | 6  | 7  | Statistiche assenti | 19 | 71  | 58  | 6  | 7  |
| G. Fissolo    | 2  | 0   | 0   | 0  | 0  | Statistiche assenti | 2  | 0   | 0   | 0  | 0  |
| R. Gallia     | 26 | 550 | 471 | 29 | 51 | Statistiche assenti | 26 | 550 | 471 | 29 | 51 |
| J. Hedengaard | 26 | 101 | 42  | 40 | 19 | Statistiche assenti | 26 | 101 | 42  | 40 | 19 |
| L. Mantoan    | 25 | 587 | 480 | 74 | 35 | Statistiche assenti | 25 | 587 | 480 | 74 | 35 |
| G. Salomone   | 11 | 49  | 43  | 3  | 3  | Statistiche assenti | 11 | 49  | 43  | 3  | 3  |
| G. Valsania   | 10 | 13  | 10  | 3  | 0  | Statistiche assenti | 10 | 13  | 10  | 3  | 0  |

P = presenze; PT = punti totali; AV = attacchi vincenti; MV = muri vincenti; BV = battute vincenti